# Lenneke Marekapel
De Lenneke Marekapel (Frans: Chapelle de Marie-la-Misérable) is een kapel in de Belgische gemeente Sint-Lambrechts-Woluwe in het Brussels Hoofdstedelijk Gewest, gewijd aan Onze-Lieve-Vrouw van Smarten en aan Lenneke Mare.

## Geschiedenis
De kapel is in het midden van de 14e eeuw gebouwd in de stijl van de gotiek. Ze verving een eerder heiligdom. Een pauselijke bul van Urbanus V kende aan de bezoekers van de kapel aflaten toe (1363). Volgens het document was de kapel opgericht op de plek waar een kluizenares onjuist terecht was gesteld. De volksdevotie bracht veel verkeer op de been leidde tot het nodige getouwtrek tussen de plaatselijke notabelen, die allen aanspraak maakten op jurisdictie over het bedevaartsoord.
In de volgende eeuwen werden een apsis, torenspits en woonhuis toegevoegd.
In 1922 schonk de markies van Boïssière-Thiennes de kapel aan de Assumptionisten, die haar vandaag nog bedienen.
Elk jaar op de tweede zaterdag na Pasen is de kapel het eindpunt van een bedevaartstocht.
De kapel is sinds 1959 beschermd als onroerend erfgoed en werd in 1972 gerestaureerd.

## Beschrijving
Bij het betreden van de eenbeukige kapel passeert men onder het beeld van Lenneke Mare in een 15e-eeuwse nis boven de deur.
Binnen is de blikvanger een triptiek aan het hoofdaltaar. Het dateert van 1601-1609. Centraal is Onze-Lieve-Vrouw afgebeeld, met rond haar zeven medaillons die haar Smarten tonen. Op de zijpanelen is het verhaal van Lenneke Mare geschilderd, toegeschreven aan David Teniers de Oude. Ook de glasramen uit 1939 vertellen haar leven.
In het koor is een cyclus van muurschilderingen aangebracht waarvan de oudste delen teruggaan tot de 15e eeuw. Er is ook een allegorie van de dood te zien, gemaakt naar een ets van Hieronymus Wierix.
Het offerblok in de vorm van een heipaal verwijst naar de manier waarop Lenneke Mare terecht is gesteld. Het draagt het jaartal 1574. Ander meubilair is vroegbarok: koorafsluiting, koorgestoelte, kansel en doksaal.

## Voetnoten
1. ↑  Hans Vlieghe, "Further works by David Teniers the Elder", in: Burlington Magazine, CXVI, mei 1974, p. 262